# Distretto di Kemi-Tornio
Il distretto di Kemi-Tornio (Kemi-Tornion seutukunta) è uno dei distretti della Finlandia. È geograficamente locato nella provincia della Lapponia, e nella agenzia governativa regionale della Lapponia. Il distretto è composto da cinque comuni e il numero della classificazione NUTS (NUTS-4) e LAU (LAU-1) è  192.
La superficie del distretto è di 6421,83 km², dei quali 1506,98 km² (il 23,46 %) sono ricoperti d'acqua.
Il 31 gennaio 2011 la popolazione del distretto era di 60 628 abitanti, con una densità 12,33 ab./km².

## Comuni
- Kemi (città)
- Keminmaa (comune)
- Simo (comune)
- Tervola (comune)
- Tornio (città)